# Miconia lachnoclada
Miconia lachnoclada es una especie de planta con flor en la familia de las Melastomataceae. Es endémica de Perú, en el departamento de Ayacucho. Tiene amenaza de destrucción de hábitat

## Taxonomía
Miconia lachnoclada fue descrita por Wurdack y publicado en Phytologia 23(5): 501–502. 1972.
Etimología
Miconia: nombre genérico que fue otorgado en honor del botánico catalán Francisco Micó.
lachnoclada: epíteto latíno 